# Podlesie (Biłgoraj)
Podlesie – najdalej na południe wysunięta część miasta Biłgoraja, położona wzdłuż ulicy Tarnogrodzkiej i jej wylotu na wieś Okrągłe.